# Überherrn
Überherrn es un municipio del distrito de Saarlouis en Sarre, en el censo estatal de 2011 tenía una población de 11 612 habitantes y una densidad de población de 338,44 personas por km².